# Lera Boroditsky

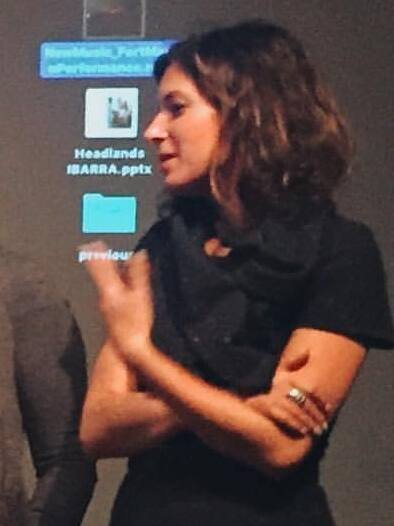
Lera Boroditsky (2017)

Lera Boroditsky (* 1976) ist eine amerikanische Kognitionswissenschaftlerin und Professorin an der University of California, San Diego. Sie erforscht die Beziehungen zwischen Denken und Sprache, insbesondere wie Sprachen die Weise beeinflussen, in der Menschen denken, und generell wie Menschen Bedeutung schaffen und Wissen nutzen. Sie hat wesentliche empirische Beiträge zur Theorie der linguistischen Relativität geleistet.

## Biographie und Ausbildung
Lera Boroditsky stammt aus einer belarussischen Familie, mit der sie als Jugendliche in die USA emigrierte. Sie legte ihr Bachelorexamen im Jahr 1996 an der Northwestern University ab, wo sie unter anderem bei Dedre Gentner studierte, und ging zum Master nach Stanford, wo sie bei Gordon H. Bower studierte und 2001 auch ihre Promotion in Kognitiver Psychologie ablegte. Von 2001 bis 2004 war sie Assistant Professor im Department of Brain & Cognitive Sciences am Massachusetts Institute of Technology (MIT) und ab 2003 dort über eine Maßnahme für vielversprechende Wissenschaftler geförderte Professorin (Class of 1942 Career Development Professor). Im Jahr 2004 wechselte sie als Assistant Professor für Psychologie an die Universität Stanford. Seit 2013 Associate Professor für Cognitive Science an der University of California, San Diego.

## Forschung
Lera Boroditsky beschäftigt sich insbesondere mit der Frage, wie Sprachen die Weise beeinflussen, in der Menschen denken, wahrnehmen und erinnern, d. h. mit dem Phänomen linguistischer Relativität. Dieses ist ursprünglich als Sapir-Whorf-Hypothese bekannt geworden und war in seiner Geschichte sehr umstritten. Lera Boroditsky ist es gelungen, relativ starke empirische Belege für diese Vermutung vorzulegen, die selbst nicht unumstritten sind. Sie geht davon aus, dass Sprachen und Denken wechselwirken. Sprache beeinflusst das Denken, determiniert es aber nicht. Beispielsweise werden im Englischen und Deutschen typischerweise Agenten benannt, auch wenn eine Handlung unabsichtlich ist („Ich habe das Salz vergessen“ oder „Runa hat die Tasse zerbrochen“). In diesen Sprachen werden die Agenten besser erinnert als in Sprachen, die in diesem Fall markieren, dass die Handlung unabsichtlich geschah.
Ein anderes Beispiel für linguistische Relativität ist das Verständnis von Zeit. Mit einer 2000 veröffentlichten Untersuchung hat Lera Boroditsky gezeigt, dass Raumverständnis (etwa eine Bewegung vorwärts oder rückwärts im Raum) sich auf das Verständnis mehrdeutiger zeitlicher Aussagen („Die Feier wurde vorverlegt“) auswirkt, aber nicht umgekehrt. Solche Ergebnisse lassen sich gut im Rahmen der Metapherntheorie der kognitiven Linguistik interpretieren, der zufolge abstrakte Phänomene wie Zeit mithilfe konkreter Phänomene wie räumlicher Bewegung erschlossen werden.
Über die Untersuchungen zur Zeit hinaus hat Lera Boroditsky auch weitere Beiträge zu Auswirkungen von Metaphern auf das Denken geleistet und dabei gezeigt, dass metaphorische Beschreibungen beeinflussen, wie Menschen Phänomene wahrnehmen und welche Handlungen sie bevorzugen. Konventionelle Metaphern wie die Bezeichnung von Kriminalität als „Bestie“ beispielsweise motivieren Menschen eher dazu, sie durch eine Verstärkung der Polizei bekämpfen zu wollen, während eine Beschreibung als „Virus“ eher dazu führt, dass sie Sozialreformen fordern.

## Auszeichnungen
Lera Boroditsky hat zahlreiche renommierte Auszeichnungen erhalten:
- 2013–2011 Distinguished Scientist Lecturer der American Psychological Association[2]
- 2011 UTNE Visionärin, eine von 25 Personen. Die Auszeichnung wird von UTNE Reader für bedeutende, innovative oder unkonventionelle Beiträg zur Gesellschaft, Kultur oder Umwelt verliehen. Ausgezeichnet werden Personen, die dzu neuen Denkweisen anregen und die Welt positiv beeinflussen.[7]
- 2011–2014 Preis der National Science Foundation[2]
- 2010–2016 McDonnell Scholar award[2]
- 2003–2009 NSF CAREER award[2]
- 2003–2006 Class of 1942 Career Development Professorship for innovative and imaginative teaching[2]
- 2002–2007: Searle-Scholar-Preis, ein hochrangiger Preis für Wissenschaftler in frühen Stadien ihrer Karriere[2]

## Veröffentlichungen (Auswahl)
- Hendricks, R. K., Demjén, Z., Semino, E., & Boroditsky, L. (2018). Emotional implications of metaphor: Consequences of metaphor framing for mindset about cancer. Metaphor and Symbol, 33(4), 267–279. https://doi.org/10.1080/10926488.2018.1549835
- Lupyan, G., Abdel Rahman, R., Boroditsky, L., & Clark, A. (2020). Effects of language on visual perception. Trends in Cognitive Sciences, 24(11), 930–944. https://doi.org/10.1016/j.tics.2020.08.005
- Thibodeau, P. H., Hendricks, R. K., & Boroditsky, L. (2017). How linguistic metaphor scaffolds reasoning. Trends in Cognitive Sciences, 21(11), 852–863. https://doi.org/10.1016/j.tics.2017.07.001
- Thibodeau, P. H., & Boroditsky, L. (2011). Metaphors we think with: The role of metaphor in reasoning. PLoS ONE, 6(2). https://doi.org/10.1371/journal.pone.0016782
- Casasanto, D., & Boroditsky, L. (2008). Time in the mind: Using space to think about time. Cognition, 106(2), 579–593. https://doi.org/10.1016/j.cognition.2007.03.004
- Boroditsky, L., Scmidt, L. A., & Phillips, W. (2003). Sex, syntax and semantics. In D. Gentner & S. Goldin-Meadow (Eds.), Language in mind:  Advances in the study of language and thought. (pp. 61–79). Boston Review.
- Boroditsky, L., & Ramscar, M. (2002). The roles of body and mind in abstract thought. Psychological Science, 13(2), 185–189. https://doi.org/10.1111/1467-9280.00434
- Boroditsky, L. (2001). Does language shape thought? Mandarin and English speakers’ conceptions of time. Cognitive Psychology, 43(1), 1–22. https://doi.org/10.1006/cogp.2001.0748
- Boroditsky, L. (2000). Metaphoric structuring: Understanding time through spatial metaphors. Cognition, 75(1), 1–28. https://doi.org/10.1016/S0010-0277(99)00073-6